# Zhang Yajin

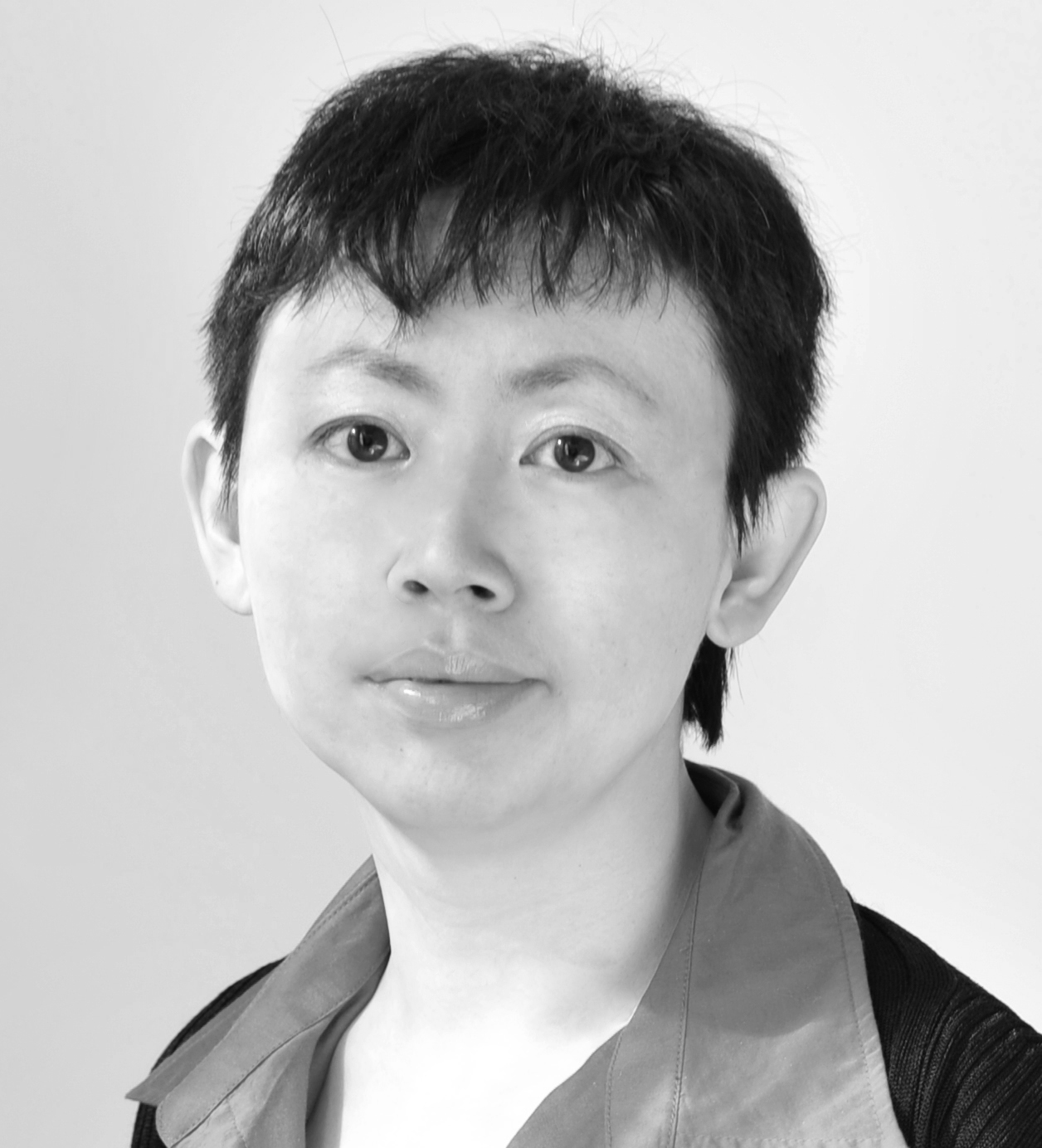
Zhang Yajin

Zhang Yajin (chinesisch 张亚津, Pinyin Zhāng Yàjīn; * 1974 in der Provinz Shanxi) ist eine chinesische Architektin und Stadtplanerin. Sie ist eine von vier Partnern des Think and Act Tanks ISA Internationales Stadtbauatelier und dessen Geschäftsführerin am Standort Peking. Weiterhin arbeitet sie als Auslandsredakteurin für das chinesische Magazin „Community Design“.

## Leben
Zhang studierte Architektur an der Tsinghua-Universität in Peking und erlangte dort im Jahr 2000 ihren Masterabschluss. Nach dem Abschluss ihrer akademischen Ausbildung zog sie nach Deutschland, wo sie im Jahr 2001 mit ihrer Forschungsarbeit zum Thema „Urban design in the development of cities in China“ an der Universität Stuttgart begann. Im selben Jahr nahm sie zum einen ihre Tätigkeit als Auslandsredakteurin für das chinesische Magazin „Community Design“ der China-Architecture & Building Press auf, zum anderen wurde sie Mitglied des Stadtbauateliers in Stuttgart und erweiterte dessen Aufgabenbereich durch den Aufbau eines neuen Standorts in Peking. Im Jahr 2007 wurde Zhang Yajin zum Partner des ISA Internationales Stadtbauatelier und gleichzeitig zur Geschäftsführerin des ISA Internationales Stadtbauatelier am Standort Peking ernannt.
Ein  Schwerpunkt ihrer praktischen Tätigkeiten liegt  bei der Planung von New Towns, bei der erhaltenden Stadterneuerung und bei Spezialaufgaben wie Airport Cities, Uni –Cities und Öko-Cities. Als Beispiel hierfür sei die Masterplanung für die Airport City Guangzhou, Sanierungsquartier Chongqing, die Uni City Guangzhou und die Öko New Town Nansha in Guangzhou zu nennen.
Im Bereich der Forschung liegt der Arbeitsschwerpunkt von Zhang Yajin bei der New-Town-Entwicklung. So promovierte sie im Jahr 2012 mit ihrer Forschungsarbeit zum Thema „Neue Städte – Modell einer nachhaltigen New Town Planung und deren Anwendung in China“ an der Universität Stuttgart. Im Bereich der Lehre und Fortbildung initiierte Zhang Yajin die Vortrags- und Seminarreihe „ISA Invites“ in Peking, um den Informationsaustausch zwischen Experten aus der Forschung und der Praxis zu fördern.

## Werk

### Veröffentlichungen (Auswahl)
- New Towns and City Districts, Public Space and Architecture . In: „Stadtbauatelier – Regional Planning, Urban Development Planning, Urban Renewal“. Beijing 2005, ISBN 7-5083-3811-1
- Stadtplanung als ökologisches Mittel – Theorie und Praxis (以规划设计为生态手段 - 关于生态化城市建设的理论与实践). In: Beijing Planning Review, 2010[3]
- Wir brauchen Planung bevor wir bei einer idealen Welt angekommen sind. In: Community Design, 2011[4]
- Chinesische Urbanisierung – Erfahrungen, Entwicklungen, Aufgaben. In: Chinesischer Stadtentwicklungsbericht. China City Press, 2012
- Neue Städte – Modell einer nachhaltigen New Town Planung und deren Anwendung in China, 2012[2]
- Modern Europe New Town Planning. In: Ideal Space No. 48, Tongji University Press, 2012
- Metamorphose der Planungsgruppe. In: City Planning Review VOL.36 NO.1, Jan.2012[5]
- Climate Cover for Business Parks. In: New Architecture, 04/2012, ISSN 1000-3959
- Gene and reconstruction. In: Ideal Space No. 60, Tongji University Press, 2014
- New Town: Dream City. In: „Learning from two cultures-Urban Development, Renewal, Preservation and Management in Europe and Asia“. China Architecture & Building Press, Peking 2014, ISBN 978-7-112-15052-6

### Planungen(Auswahl)
- 2002 Schanghai – Planung einer neuen Stadt und Gestaltungsrichtlinien für Chengqiao New Town, mit Michael Trieb, Dita Leyh und Seog-Jeong Lee (ISA), Shanghai Urban Planning & Design Research Institut, Bertrand Warnier, Paris; Gunter Kölz, Stuttgart
- 2003 Schanghai – Regionalplanung und Planung der neuen Stadt “Chenjiazhen” auf Chonming Island (mit Michael Trieb)
- 2003 Schanghai – Stadterneuerung für den Fuxing Island Distrikt (mit Michael Trieb)
- 2005 Peking – Stadtplanung für das Sportgymnasium der Olympischen Spiele und des angrenzenden Gebietes in Changping
- 2006 Fuzhou – Stadtentwicklungsplanung und Planung des Regierungsviertels, Wettbewerb 1. Preis, (mit Dita Leyh)
- 2007 Quanzhou – Sanierung eines Denkmalschutzgebietes und Stadterneuerung, realisiert, (mit Dita Leyh)
- 2009 Taiyuan – Stadterneuerung entlang des Flusses Fen (1. Preis im Wettbewerb, in Ausführung; Gebietsgröße der Konzeptplanung 64 km², Gebietsgröße der Stadtplanung 20 km²; mit Dita Leyh)
- 2009 Hangzhou –Masterplan für das Gebiet entlang des Kaiserkanals, Gutachterverfahren 1. Preis, (mit Dita Leyh)
- 2011 Guangzhou – Masterplanung für die neue Stadt Nansha, (mit Dita Leyh)
- 2013 Guangzhou – Masterplanung für Guangzhou Education City, Wettbewerb 1. Preis (mit Helmut Bott, Universität Stuttgart)
- 2013 Guangzhou – Masterplanung für Guangzhou Airport Economic City
- 2013 Nanjing – Masterplanung für Pukou New Town, Wettbewerb 1. Preis
- 2014 Taif – Planung der New Town und Airport City New Taif City (NTC, mit Michael Trieb und Dita Leyh)
- 2014 Dujiangyan – Stadtplanung für das neue Hafengebiet in Dujiangyan, Wettbewerb 3. Preis (mit Dita Leyh)
- 2014 Guangzhou – Entwurfsplanung für den Campus der Berufskollegs von Guangzhou, Wettbewerb 1. Preis, mit Beijing Gouyi Architecture Design Office

## Mitgliedschaften
- NAX – Netzwerk Architekturexport der Bundesarchitektenkammer[6]
- AHK Deutsche Auslandshandelskammer in Peking[7]
- Stadtplanungsausschuss der Stadt Quanzhou